# Paradosso dell'eterologicità di Grelling-Nelson
Il paradosso dell'eterologicità, o paradosso di Grelling, è una riformulazione in termini puramente linguistici del paradosso di Russell proposta dal logico e filosofo tedesco Kurt Grelling nel 1908. Essendo comparsa nell'articolo Bemerkungen zu den Paradoxien von Russell und Burali-Forti in Abhandlungen der Fries'schen Schule, scritto in collaborazione con Leonard Nelson, l'antinomia è nota anche come paradosso di Grelling-Nelson.
Come per il paradosso di Russell, si tratta più propriamente di un'antinomia che di un paradosso (un paradosso è una conclusione logica e non contraddittoria che si scontra con il nostro modo abituale di vedere le cose, mentre un'antinomia è una conclusione autocontraddittoria).

## Il paradosso
Gli aggettivi possono essere suddivisi in due categorie definite in questo modo:
- Un aggettivo è autologico se e solo se si riferisce a se stesso: per esempio, "polisillabico" è un aggettivo autologico perché è una parola polisillabica, cioè si riferisce a se stesso.

- Un aggettivo è eterologico se e solo se non si riferisce a se stesso: per esempio "monosillabico" è un aggettivo eterologico perché è una parola polisillabica, cioè non si riferisce a se stesso.

L'antinomia sta nella questione se l'aggettivo "eterologico" sia autologico o eterologico: se "eterologico" è autologico, per la definizione di autologicità si riferisce a se stesso, e quindi deve essere eterologico; se "eterologico" è eterologico, per la definizione di eterologicità non si riferisce a se stesso, e quindi deve essere autologico. In entrambi i casi si ottiene una contraddizione; in altre parole, l'aggettivo "eterologico" è autologico se e solo se è eterologico.
Per contro, se "autologico" è autologico allora si riferisce a se stesso, e quindi è autologico; se "autologico" è eterologico, allora non si riferisce a se stesso, e quindi è eterologico, senza che si presentino contraddizioni. Mentre "eterologico" non può essere né autologico né eterologico, generando un'antinomia, "autologico" può essere l'uno e l'altro, generando una tautologia ("autologico" è autologico se e solo se è autologico).
Il paradosso di Grelling-Nelson è molto simile al paradosso di Russell, del quale in sostanza costituisce una riformulazione in termini strettamente semantici anziché insiemistici e matematici. Posto che ogni aggettivo corrisponda all'insieme di oggetti che esso descrive, un aggettivo autologico corrisponde a un insieme che ha se stesso tra i suoi elementi, e un aggettivo eterologico a un insieme che non ha se stesso tra i suoi elementi. La questione se "eterologico" sia eterologico o meno si traduce dunque nella questione se l'insieme di tutti gli insiemi che non appartengono a se stessi appartenga a se stesso o meno: sia che la risposta sia positiva, sia che sia negativa, si giunge a una contraddizione.
Il paradosso di Grelling-Nelson in sostanza dimostra che il problema posto dal paradosso di Russell non è di natura strettamente matematica, ma può riguardare altrettanto da vicino anche la lingua.